# Unión de Socialdemócratas
Unión de Socialdemócratas (del ruso: Союз социал-демократов, Soyuz Sotsial-Demokratov) fue un partido político ruso fundado el 20 de octubre de 2007 por el exlíder soviético Mijaíl Gorbachov.
El partido tiene sus raíces en el anterior Partido Socialdemócrata de Rusia, que perdió su categoría oficial en abril de 2007 debido a la escasez de afiliados.
La Unión de Socialdemócratas no participó en las elecciones generales de 2007 con el fin de concentrarse en su objetivo de convertirse en un partido político de masas en 2011.